# Вугроподібні
Вугроподі́бні (Anguilliformes) — ряд риб, що складається з 4 підрядів, 19 родин, приблизно 110 родів і 400 видів. Більшість вугрів — хижаки. Пласка і прозора личинка вугра називається лептоцефалом. Більшість вугрів мешкає в мілкій воді або ховається в донному ґрунті, часто в дірках. Тільки представники родини Anguillidae повертаються в прісноводні водойми для життя (але не для нересту). Деякі вугри живуть на великих глибинах, наприклад, представники родини Synaphobranchidae опускаються до 4 000 м.

## Класифікація
Класифікація вугроподібних за Nelson et al. (2016):
Підряд Protanguilloidei
- Родина Protanguillidae

Підряд Synaphobranchoidei
- Родина Synaphobranchidae

Підряд Muraenoidei — Муреновидні
- Родина Heterenchelyidae
- Родина Myrocongridae
- Родина Muraenidae — Муренові

Підряд Chlopsoidei
- Родина Chlopsidae

Підряд Congroidei — Конгеровидні
- Родина Derichthyidae
- Родина Colocongridae
- Родина Ophichthidae
- Родина Muraenesocidae
- Родина Nettastomatidae
- Родина Congridae — Конгерові

Підряд Moringuoidei
- Родина Moringuidae

Підряд Saccopharyngoidei — Мішкоротовидні
- Родина Cyematidae
- Родина Monognathidae
- Родина Eurypharyngidae — Великоротові
- Родина Saccopharyngidae — Мішкоротові

Підряд Anguilloidei — Вугровидні
- Родина Nemichthyidae
- Родина Serrivomeridae
- Родина Anguillidae — Вугрові

Проєкт FishBase (версія за червень 2022 року) та Catalog of Fishes Каліфорнійської академії наук (версія за 7 вересня 2022 року) виділяють окремий ряд Мішкоротоподібних (Saccopharyngiformes).